# It's my color
it's my color（イッツ・マイ・カラー）は、日本のタレント・吉岡美穂のイメージビデオ。2001年1月17日（DVDは2月21日）にポニーキャニオンからリリースされた。

## 概要
- レースクイーンとしてデビューし、2001年にはトリンプ・イメージガールも務めた吉岡美穂初の映像作品。撮影は映画「ジュラシック・パーク」「南太平洋」などが撮影されたハワイ・カウアイ島で行われた。
- “色”（カラー）をテーマに様々な色の吉岡美穂を堪能できる作品となっており、水着のみならず下着姿（トリンプ提供）も披露している。またDVDではマルチアングル機能で違う色の水着・下着を着た吉岡が楽しめる。

## チャプター
太字はマルチアングル対応（DVDのみ）
1. it's MY color～OPENING～
2. RED DRIVE
3. WILD GREEN
4. YELLOW & GREEN
5. FUNKY BROWN
6. SHINE COLORS
7. BLACK & WHITE
8. DEEP BLUE～ENDING～

### 特典映像
- LET'S SHOPPING
- INTERVIEWS～mihoの本音を聞け!～（本編内インタビューの完全版）